# Anlassschwere
Die Anlassschwere ist eine Konstante, die in der Antriebstechnik angewendet wird, um das Anlaufverhalten einer angetriebenen Maschine zu charakterisieren. Diese Konstante dient zur Dimensionierung von Widerstandsanlassern bei Schleifringläufermotoren. Außerdem ist die Kenntnis dieser Konstante erforderlich, um die passende Antriebsmaschine auszuwählen und das erforderliche Anlassverfahren für den jeweiligen Elektromotor zu bestimmen.

## Grundlagen
Damit ein Elektromotor eine Maschine antreiben kann, muss er ein Drehmoment entwickeln, das ausreichend groß ist, um das „Gegendrehmoment“ der anzutreibenden Maschine zu überwinden. Das Drehmoment, das zum Antrieb einer Arbeitsmaschine erforderlich ist, setzt sich zusammen aus dem Lastmoment und dem Trägheitsmoment. Während sich das Trägheitsmoment hauptsächlich während der Hochlaufphase der Maschine auswirkt, macht sich das Lastmoment über den gesamten Drehzahlbereich bemerkbar.
Typische Lastmomente sind:
- Praktisch konstantes Lastmoment
- Linear mit der Drehzahl ansteigendes Lastmoment
- Quadratisch mit der Drehzahl ansteigendes Drehmoment
- Reziprok proportional zur Drehzahl sich verringerndes Drehmoment

Werden Motor und Anlasser nicht aufeinander abgestimmt, kann der Motor kein ausreichend großes Drehmoment aufbringen, um die Nenndrehzahl zu erreichen. Besonders kritisch ist es, wenn der Motor ein Sattelmoment hat. Da das Sattelmoment das kleinste Drehmoment des Motors ist, bleibt der Motor bei einer Satteldrehzahl hängen. Um dies zu verhindern, werden Anlasser und Antriebsmaschinen entsprechend der Anlassschwere dimensioniert.

## Berechnung
Als Anlassschwere {\displaystyle f} definiert man das Verhältnis des mittleren Anlassmoments {\displaystyle M_{\text{M}}} zum Nennmoment {\displaystyle M_{\text{n}}}.
{\displaystyle f={\frac {M_{\text{M}}}{M_{\text{n}}}}}
Anhand des Nennstromes {\displaystyle I_{\text{n}}} und des mittleren Anlassstromes {\displaystyle I_{M}} lässt sich die Anlassschwere anhand der Formel ermitteln.
{\displaystyle f={\frac {I_{\text{M}}}{I_{\text{n}}}}}
Die Anlassschwere {\displaystyle f} lässt sich auch bezogen auf das maximale Anlaufmoment {\displaystyle M_{\text{max}}} ermitteln, allerdings werden dann die Werte für {\displaystyle f} etwas höher, als bei der Berechnung, bei der das mittlere Drehmoment eingesetzt wird.
{\displaystyle f={\frac {M_{\text{max}}}{M_{\text{n}}}}}
Entsprechend der ermittelten Konstante {\displaystyle f} wird der Anlasser dimensioniert.

## Kategorien
Die Anlassschwere eines Antriebes lässt sich in 4 Kategorien, Halblastanlauf, Lüfteranlauf, Volllastanlauf und Schweranlauf einteilen.
Der Halblastanlauf ist charakteristisch für Arbeitsmaschinen, die entweder nur ein geringes Lastmoment entwickeln oder bei denen das Lastmoment quadratisch mit der Drehzahl ansteigt. Voraussetzung ist, dass diese Arbeitsmaschinen ein geringes Trägheitsmoment haben. Beim Halblastanlauf hat die Anlassschwere einen Wert von 0,7. Der Wert steigt an auf 1,0 wenn das maximale Drehmoment zur Berechnung berücksichtigt wird. Dies trifft bei Zentrifugalpumpen zu.
Beim Lüfteranlauf muss die Antriebsmaschine gegen ein hohes Trägheitsmoment drehen. Allerdings ist nur ein geringes Lastmoment zu bewältigen. Die Anlassschwere für den Lüfteranlauf beträgt 1,0. Wird das maximale Drehmoment berücksichtigt steigt der Wert auf 1,4. Dies trifft beispielsweise bei Abgasventilatoren zu.
Der Volllastanlauf lässt sich anhand der Anlassschwere noch einmal unterteilen in annähernd Volllastanlauf und Volllastanlauf. Volllastanlauf gilt für Maschinen die unter Last anlaufen. Die Anlassschwere für den annähernden Volllastanlauf beträgt 1,25 und für den Volllastanlauf 1,4. Unter Berücksichtigung des maximalen Drehmoments ergibt sich beim Volllastanlauf ein Wert von 1,7.
Der annähernde Volllastanlauf trifft auf Rohmühlen, Kohlemühlen und Zementmühlen zu. Der Volllastanlauf ist charakteristisch für Antriebe von Winden und Hebezeugen oder für Kolbenmaschinen wie z. B. Kolbenpumpen oder Kompressoren.
Der Schweranlauf ist die stärkste Belastung für die Antriebsmaschine. Beim Schweranlauf erreicht die Anlassschwere den Wert 2,0, bezogen auf das maximale Drehmoment ergibt sich ein Wert von 2,5. Zentrifugen oder Brecher sind Maschinen mit Schweranlauf.

Übersicht der typischen Kennlinienverläufe
Halblastanlauf
Lüfteranlauf
Volllastanlauf
Schweranlauf